# 乌克兰社会党
烏克蘭社會黨（烏克蘭語：Соціалістична Партія України）是烏克蘭的一个已不存在的社会民主主义政黨。1999年，該黨曾派出亚历山大·莫罗兹參加總統選舉，在第一輪投票結果中，得票率為11.3%。2007年，因為得票率未达到門檻，失去全部最高拉达席位，此后该党选举结果极为边缘。
2022年俄羅斯入侵烏克蘭期間，由於乌克兰国家安全与国防事务委员会指控該黨與俄羅斯有聯繫，烏克蘭政府下令在戒嚴期間暫停其活動。

## 外部連結
- 烏克蘭社會黨